# 20399 Michaelesser
20399 Michaelesser è un asteroide della fascia principale. Scoperto nel 1998, presenta un'orbita caratterizzata da un semiasse maggiore pari a 3,1721520 UA e da un'eccentricità di 0,0982207, inclinata di 4,34527° rispetto all'eclittica.